# Tadashi Maeda (político)
Tadashi Maeda (前田正 Maeda Tadashi?, 7 de diciembre de 1946 - 28 de octubre de 2013) fue un político japonés que sirvió dos términos en la Casa de Representantes.

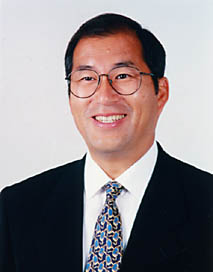
Foto de Tadashi Maeda, político japonés nacido en Osaka

Nacido en Osaka como el hijo del miembro de Cámara de Representantes Jinichirō Maeda, se graduó en 1969 del Departamento de Ingeniería de la Universidad de Osaka.
Después de servir como director de promociones de la sucursal de Osaka del Partido Liberal Democrático (PLD), fue elegido miembro de la Dieta en las elecciones generales de 1990, y se unió a la Facción Komoto. En el elecciones generales de 1993 no consiguió ser reelegido, pero logró ser reelegido en una billete de Partido de la Nueva Frontera en la elecciones generales de 1996. En 1998, se unió a la Club de la Reforma encabezada por Ichiro Ozawa. En 1999, se convirtió Viceministro Parlamentario en el Ministerio de Correos y Telecomunicaciones, un puesto que también tuvo en el Segundo Gabinete Obuchi y en el Primera Gabinete Mori.
Murió el 28 de octubre de 2013 en Osaka por insuficiencia cardiaca.